# William Duff (1872–1953)
William Duff (ur. 28 kwietnia 1872 w Carbonear, zm. 25 kwietnia 1953 w Lunenburgu) – kanadyjski polityk, w latach 1917–1926 oraz 1927–1936 członek Izby Gmin, od 1936 roku do śmierci senator z ramienia Liberalnej Partii Kanady.
Urodzony w Carbonear w Nowej Fundlandii, syn Williama i Mary Ann Duff, z zawodu przedsiębiorca, kupiec rybny i armator. W latach 1916–1922 był burmistrzem Lunenburga w Nowej Szkocji. W wyborach 17 grudnia 1917 roku został wybrany liberalnym członkiem Izby Gmin z okręgu wyborczego Lunenburg. Wybierany na kolejne kadencje w latach 1921 i 1925, przegrał wybory w 1926 roku. Ponownie został wybrany członkiem Izby Gmin w wyborach uzupełniających 1927 roku w okręgu Antigonish-Guysborough, sprawował mandat do 1936 roku. 28 lutego 1936 roku został nominowany członkiem Senatu na wniosek premiera Mackenzie Kinga. Pełnił tę funkcję aż do śmierci 25 kwietnia 1953 roku. Ogółem spędził w służbie federalnej 35 lat i 4 dni.